# Ischyropalpus gemellus
Ischyropalpus gemellus är en skalbaggsart som beskrevs av Werner 1973. Ischyropalpus gemellus ingår i släktet Ischyropalpus och familjen kvickbaggar. Inga underarter finns listade i Catalogue of Life.